# Asturias (Filipinas)
Asturias es un municipio de tercera clase en la provincia filipina de Cebú. De acuerdo con el censo de 2010 tiene una población de 44,732 habitantes 

## Barangayes
Administrativamente Asturias se encuentra subdivida en los siguientes 27 barangayes; un barangay es un barrio o distrito en una población.
| - Agbanga - Agtugop - Bago - Bairan - Banban - Baye - Bog-o | - Kaluangan - Lanao - Langub - Looc Norte - Lunas - Magcalape - Manguiao | - New Bago - Owak - Población - Saksak - San Isidro - San Roque - Santa Lucía | - Santa Rita - Tag-amakan - Tagbubonga - Tubigagmanok - Tubod - Ubogon |